# Corps expéditionnaire français en Italie
Pour les articles homonymes, voir Corps expéditionnaire et CEF.
Le corps expéditionnaire français d'Italie (CEF ou CEFI), commandé par le général Juin, est un ensemble de quatre divisions militaires constituées en grande partie de soldats issus de l'Armée d'Afrique, qui de novembre 1943 à juillet 1944 combattent avec les Alliés lors de la campagne d'Italie, repoussant les forces allemandes d'une grande partie de la péninsule.
Le CEF s'est particulièrement illustré au cours de la bataille du Monte Cassino lors de la percée de la ligne Gustave en mai 1944 qui permit aux Alliés de reprendre leur progression vers Rome, interrompue depuis janvier 1944.
En 1944, il redonne à la France son prestige et son rang de quatrième grande puissance. Sa réputation est néanmoins ternie par l'importance des exactions, ainsi que par les nombreux viols, commis par des soldats du CEF envers les populations civiles qui vont jusqu'à provoquer un scandale diplomatique.

## Composition et effectifs
En mai 1944, le CEF comporte 112 000 hommes, dont 60 % de Maghrébins commandés par des officiers français,, 12 000 véhicules et 2 500 chevaux et mulets.
Au total, quatre divisions, seize régiments d'infanterie (neuf régiments de tirailleurs, les trois groupements de tabors marocains (GTM) du général Guillaume, les trois brigades d'infanterie et le 1er régiment de fusiliers marins de la 1re DMI), cinq régiments de l'arme blindée cavalerie, cinq régiments d'artillerie et trois bataillons du génie participèrent aux opérations.
Une cinquième division, non rattachée au CEF, la 9e DIC du général Magnan sera engagée en juin 1944 dans la conquête de l'île d'Elbe.

### Infanterie
- Appartenant à la 2e Division d'infanterie marocaine du général Dody.
  - 4e, 5e et 8e Régiments de tirailleurs marocains (RTM)
- Appartenant à la 3e Division d'infanterie algérienne (DIA) du général de Monsabert
  - 3e et 7e Régiments de tirailleurs algériens (RTA)
  - 4e Régiment de tirailleurs tunisiens
- Appartenant à la 4e Division marocaine de montagne (DMM) du général Sevez
  - 1er, 2e et 6e Régiments de tirailleurs marocains (RTM)
  - 1er Régiment de tirailleurs algériens (RTA) qui remplace le 2e Régiment de tirailleurs marocains dissous en août 1944
- Appartenant au Commandement des goums marocains du général Guillaume (et son adjoint le colonel Hogard)
  - 1er (colonel Georges Leblanc), 3e (colonel Jacques Massiet du Biest) et 4e (colonels Soulard puis Gautier) Groupements de tabors marocains (GTM)
- Appartenant à la 1re division de marche d'infanterie (DMI) du général Brosset
  - 1er et 2e bataillons de la 13e demi-brigade de Légion étrangère (DBLE)
  - 22e Bataillon de marche nord-africain (BMNA)
  - Bataillons de marche no 4, 5, 11, 21 et 24
  - Bataillon d'infanterie de marine et du Pacifique

Un régiment de tirailleurs nord-africains comporte un peu plus de 3 000 hommes (dont près de 500 officiers et sous-officiers) et 200 véhicules. La proportion de Maghrébins atteint 69 % pour le régiment, 74 % pour le bataillon, 79 % pour la compagnie de fusiliers-voltigeurs, 52 % pour la compagnie antichar et 36 % pour la compagnie de canons d'infanterie.
Un régiment d'infanterie type montagne comporte près de 4 000 hommes (dont près de 600 officiers et sous-officiers) et 170 véhicules. La proportion de Maghrébins atteint 77 % pour le régiment, 79 % pour le bataillon, 82 % pour la compagnie de fusiliers-voltigeurs et 77 % pour la compagnie motorisée.
Un groupe de tabors marocains comporte près de 3 000 hommes (dont près de 250 officiers et sous-officiers) et 170 véhicules. La proportion de Maghrébins atteint 77 % à 78 %.

### Artillerie

#### Artillerie de division d'infanterie
- Appartenant à la 2e Division d'infanterie marocaine
  - 63e régiment d'artillerie d'Afrique
- Appartenant à la 3e Division d'infanterie algérienne
  - 67e régiment d'artillerie d'Afrique
- Appartenant à la 1re Division de marche d'infanterie
  - 1er régiment d'artillerie des forces françaises libres (RAFFL)
- Appartenant à la 4e Division marocaine de montagne
  - 64e régiment d'artillerie d'Afrique
  - 69e régiment d'artillerie de montagne

L'artillerie des divisions d'infanterie (1re DMI, 2e DIM et 3e DIA) comprend une batterie hors rang, trois groupes d'obusiers de 105 mm et un groupe d'obusiers de 155 mm et compte plus de 2 000 hommes (dont 420 officiers et sous-officiers) et 380 véhicules. La proportion de Maghrébins atteint 38 %.
L'artillerie de la division de montagne (4e DMM) comprend une batterie hors rang, et trois groupes équipés de canons de 75 et compte plus de 2 700 hommes (dont 360 officiers et sous-officiers) et 180 véhicules. La proportion de Maghrébins atteint 67 %.

### Arme blindée

#### Régiments de reconnaissance
- Appartenant à la 2e Division d'infanterie marocaine
  - 3e Régiment de spahis marocains
- Appartenant à la 3e Division d'infanterie algérienne
  - 3e Régiment de spahis algériens de reconnaissance (colonel Bonjour)
- Appartenant à la 1re Division de marche d'infanterie
  - 1er régiment de fusiliers marins (capitaine de frégate Amyot d'Inville jusqu'à sa mort le 10 juin 1944, puis (capitaine de corvette de Morsier)
- Appartenant à la 4e Division marocaine de montagne
  - 4e Régiment de spahis marocains

Un régiment de reconnaissance compte près de 900 hommes (dont 150 officiers et sous-officiers) et 220 véhicules. La proportion de Maghrébins atteint 15 % pour la troupe et 13 % pour l'ensemble du régiment.

#### Régiments de chasseurs de chars
- Appartenant à la 3e Division d'infanterie algérienne
  - 7e Régiment de chasseurs d'Afrique (colonel Van Hecke)
- Appartenant à la 1re Division de marche d'infanterie
  - 8e Régiment de chasseurs d'Afrique (colonel Simon)

Un régiment de chasseurs de chars compte près de 900 hommes (dont 140 officiers et sous-officiers) et 220 véhicules. La proportion de Maghrébins atteint 27 % pour la troupe et 25 % pour l'ensemble du régiment.

## La campagne d'Italie
La campagne d'Italie débute par les opérations de Sicile en juillet 1943 et le débarquement au sud de Naples en septembre 1943. L’objectif des Alliés anglo-américains, placés sous le commandement allié du maréchal britannique Alexander, est Rome.
Sur leur route, la ligne Gustav, défendue par les 10e et 14e Armées allemandes du maréchal Kesselring, coupe l’Italie à travers le massif des Abruzzes et bloque toute avance alliée.
Le CEF débarque à partir de novembre 43 et est engagé en deux phases :
- hiver 44 : bataille du Monte Cassino (janvier 1944), marquée par la prise du Belvédère, clé de voûte de la ligne Gustav. La ligne Gustav est percée mais l'absence de réserves empêche d'exploiter ce succès.
- printemps 44 : bataille du Garigliano, au cours de laquelle l'affrontement le plus violent est à Pico. Le CEF rompt la ligne Gustav en mai 1944 et permet aux Alliés de reprendre leur progression vers Rome, atteinte le 4 juin 1944.

### Chronologie des opérations du CEF

#### Débarquement en Italie (novembre 1943)
Les premières unités débarquent en Italie à partir du 19 novembre 1943 et prennent officiellement le nom de corps expéditionnaire français en janvier 1944. Le CEF du général Juin est intégré à la Ve Armée américaine du général Clark au sein XVe Groupe d'armées allié du général Alexander, au côté de la VIIIe armée britannique (commandée par le général Leese à partir de fin décembre 1943 en remplacement du général Montgomery).

#### Conquête du mont Pantano et de la Mainarde (décembre 1943)
Le 13 décembre 1943, la 2e D.I.M. du général Dody reçoit l'ordre de prendre le Monte Pantano (1 100 mètres) et de relever la 34e division d'infanterie américaine qui a perdu 1 500 hommes en tentant de s'en emparer sans succès. Après deux jours de combats acharnés face à la 305e division d'infanterie allemande, le 5e régiment de tirailleurs marocains du colonel Joppé parvient à s'en emparer. Le 8e régiment de tirailleurs marocains s'empare lui de la Mainarde (1 478 mètres) le 26 décembre. Les pertes sont lourdes mais ce premier résultat suscite l'admiration des Américains.

#### Bataille du Belvédère (janvier 1944)
En janvier 1944, a lieu la bataille du Belvédère, dans le massif des Abruzzes, lors de la bataille du mont Cassin. Le général de Gaulle considérait cette bataille du Belvédère, conduite par l'armée française seule sur ordre du général Clark, comme l'un des faits d'armes les plus glorieux de l'armée française durant la Seconde Guerre mondiale. Les combats se sont déroulés du 25 janvier 1944 au 4 février 1944 impliquant essentiellement le 4e régiment de tirailleurs tunisiens qui perdra les deux tiers de ses effectifs dans les combats (279 tués, 426 disparus et 800 blessés).

#### Bataille du Garigliano (mai 1944)
En mai 1944, au cours de la bataille du Garigliano, les troupes du CEF débordent puis enfoncent la ligne Gustave permettant ainsi aux Alliés de reprendre leur progression vers Rome, interrompue depuis janvier 1944.

#### Prise de Sienne (juillet 1944) et retrait du front
La ville de Sienne est prise en juillet 1944. Le CEF est retiré du front le même mois et ses unités intégrées au sein de l’armée B commandée par le général de Lattre de Tassigny pour débarquer en Provence en août 1944.

### Libération de l'île d'Elbe
Libération de l'île d'Elbe par la 9e DIC, non rattachée au CEF, lors de l'opération Brassard, du 17 au 19 juin 1944. Au cours de trois jours de combat, la 9e DIC, soutenue par le 2e GTM, le bataillon de choc et les commandos d'Afrique et avec l'appui aéronaval des Britanniques et des Américains, prend d'assaut l'île d'Elbe, très puissamment fortifiée par les Allemands. Les pertes françaises sont de 201 tués, 51 disparus et 635 blessés soit 7 % de l'effectif engagé. Les Italiens et les Allemands ont quant à eux perdus 500 hommes et 1 995 prisonniers.

### Exactions et viols
Le corps expéditionnaire français est accusé de meurtres, vols, pillages et du viol de plusieurs milliers de femmes et d'enfants commis par les troupes françaises aux deux-tiers marocaines lors de la campagne de 1944. Le rapport d’un inspecteur du ministère de la Santé, envoyé par le gouvernement italien dans le bas Latium en septembre 1944, fait état de d'environ trois mille cent victimes dans les provinces de Frosinone et de Latina, mais les chiffres n'incluent pas de nombreux centres urbains parmi les plus touchés et de nombreuses petites villes. Donner des statistiques fiables est d'autant plus difficile que les victimes éprouvaient de la honte à en parler, pour des raisons intimes et en raison culture locale « marquée par une culture masculine et machiste dominante, tendant à culpabiliser les victimes des viols et leur imposant le silence sur les méfaits subis ».
La France après-guerre acceptera de dédommager 2 000 victimes et 20 000 cas de pillage,. 
Selon l'historienne Julie Le Gac, vu la réticence des femmes italiennes à porter plainte, le chiffre devait être plus proche des 4 000 à 5 000 viols, le chiffre de 60 000 avancé par les autorités italiennes semblant être exagérément gonflé comme élément de négociation. Elle explique ces exactions qui ont eu lieu principalement au printemps par la décompensation due au blocage de la situation militaire pendant l'hiver, le mépris des Français vis-à-vis des Italiens qu'ils considéraient comme les traîtres de 1940, un manque d'encadrement accentué par l'isolement de certaines unités à cause du relief de la péninsule et « un droit de razzia ou de viol » qui aurait perduré chez certains supplétifs comme les goumiers après la pacification du Maroc. Le général Juin condamnera ces violences tout en les minimisant mais face aux protestations des Américains, il ordonnera que soit fusillé tout soldat pris sur le fait, ce qui conduira selon Julie Le Gac à quelques dizaines d'exécutions sommaires avant que la justice militaire ne reprenne les choses en main. Elle prononcera 185 condamnations pour violences sexuelles mais dont une seule exécution car le viol avait été suivi du meurtre de la victime. 
Dans une lettre adressée au général de Gaulle le 18 juillet 1944, le général Jean de Lattre de Tassigny considère que « de tels faits ont été singulièrement déformés et exagérés à des fins anti-françaises ». 
Quant au général Juin, jugeant suspecte la vigueur de la réaction italienne, il dénonce dans une lettre adressée le 22 juillet 1944 au général Clark une « manoeuvre habilement orchestrée dont le but est de discréditer les troupes françaises et de jeter partout une ombre sur la page de gloire qu'elles ont ouverte en Italie ».
Pour l'écrivain Jean-Christophe Notin, les chiffres ne sont soutenus par aucune archive française. Il estime que si les 360 cas jugés par la justice militaire française sont certainement sous-estimés, le nombre de 4 000 à 5 000 viols avancés par Julie Le Gac « relève d'une fantaisie, que les premiers concernés, les anciens du CEF, par la force de l'âge, ne sont plus guère en mesure de contester. Ils auraient pu expliquer que pareille orgie aurait signifié que pratiquement chaque soldat engagé au front [...] se serait livré au moins à un viol... ». Pour l’écrivain, « c'est tout bonnement inconcevable de la part d'individus éreintés par des journées d'un combat dont le XXIe siècle ne peut plus comprendre la violence, sous la conduite d'officiers qui auraient été voués à ne plus avoir aucune autorité sur eux s'ils les avaient laissé ainsi épancher leurs pulsions les plus basses — voire incités comme le laisse entendre cette étude [de Julie Le Gac] de la manière la plus regrettable. »
Les chiffres de Julie Le Gac sont également contestés par Claude Sornat, contrôleur général des armées, commandeur de la légion d'honneur et président de la Koumia (Association des anciens des goums marocains et des Affaires indigènes en France), qui « interroge sa méthode de comptabilité et conteste l'idée qu'une « carte blanche » aurait été donnée par des cadres aux goumiers pour piller et violer ».
Selon l'historienne Claire Miot, maitresse de conférences en histoire contemporaine à Sciences Po Aix, autrice de l'ouvrage La Première Armée française. De la Provence à l’Allemagne 1944-1945 publié en 2021, en Italie comme en Allemagne, les soldats coloniaux « subissent prioritairement les rigueurs de la répression militaire » et sont « sans doute plus souvent suspectés des viols et poursuivis ». L’inégalité face à la répression est soulignée par un officier français, Henri Brunel, chef de bataillon au 4e RTM  : « Ils [les tirailleurs] ne comprennent pas qu’on leur interdise de violer et de piller alors qu’ils voient ces troupes françaises le faire au grand jour sans aucune réaction des cadres. » .

## Pertes
Le CEF en Italie perd, de novembre 1943 à juillet 1944 après huit mois d'opérations, 32 171 hommes (dont 60 % de Maghrébins) sur 80 000 réellement engagés (6 577 tués, 2 088 disparus et 23 506 blessés) et répartis de la façon suivante, :
| Unité           | Tués  | Disparus | Blessés | Total  |
| ERG et services | 1 953 | 935      | 4 386   | 7 274  |
| Goums marocains | 598   | 8        | 2 392   | 2 998  |
| 1re DMI         | 673   |          | 2 066   | 2 739  |
| 2e DIM          | 1 396 | 315      | 6 744   | 8 455  |
| 3e DIA          | 1 068 | 679      | 4 529   | 6 276  |
| 4e DMM          | 889   | 151      | 3 389   | 4 429  |
| Total           | 6 577 | 2 088    | 23 506  | 32 171 |

## Inscriptions sur les Drapeaux
Après la guerre, six noms de bataille sont attribués pour rappeler la Campagne d'Italie et s'inscrivent dans les plis des drapeaux : Abruzzes, Le Belvédère, Garigliano, Pontecorvo, Rome et Toscane.

## Cimetières militaires français en Italie
Trois nécropoles (Venafro, Monte Mario et Miano) furent créées après la guerre en Italie regroupant 7 037 sépultures de soldats du CEF dont 4 600 musulmanes. En 1991, la translation des tombes du cimetière de Miano fut effectuée vers le cimetière de Venafro.
| Nécropoles         | Nombre de tombes (CEF) | dont stèles musulmanes |
| Venafro            | 4 578                  | 3 130                  |
| Monte Mario (Rome) | 1 709                  | 1 142                  |

«  Engagé aux côtés des forces alliées pour la libération de l'Europe de la dictature nazie, le Corps expéditionnaire français commandé par le général Juin a débarqué à Naples (libérée depuis septembre par l'armée américaine du général Clark) le 23 novembre 1943. Le front s'est stabilisé sur les fleuves Garigliano et Sangro et sur le massif des Abruzzes où les Allemands se sont retranchés derrière la Ligne Gustav. Dès le 16 décembre, la deuxième Division d'infanterie marocaine du général Dody prend sa place sur le front suivie d'autres troupes de volontaires recrutés en Afrique du Nord. Dans le froid de l'hiver des combats acharnés se déroulent pour la possession du Monte Cassino. Le 18 mai 1944, grâce à l'audacieuse manœuvre du général Juin dans les Monts Aurunci, le verrou saute, ouvrant la voie à la prise de Rome (le 4 juin 1944). Au nombre de 15 000 en décembre 1943, 113 000 en mai 1944, les troupes françaises ont déploré 6 577 tués, 2 088 disparus et 23 506 blessés. Le cimetière de Venafro regroupe les soldats morts lors des combats pour la prise de la Ligne Gustav y compris ceux décédés dans les hôpitaux de Naples et précédemment enterrés à Miano soit 4 922 sépultures. PASSANT, SONGE QUE TA LIBERTÉ A ÉTÉ PAYÉE DE LEUR SANG ! »
— Texte de la dédicace principale du Cimetière militaire français de Venafro
« Sur le sol d'Italie de novembre 1943 à juillet 1944, le Corps expéditionnaire français armé sur la terre d'Afrique a marqué du sang de 7 000 des siens la route victorieuse qui l'a conduit de Naples à Sienne avant son élan pour la libération de la France »
— Texte de la deuxième dédicace du Cimetière militaire français de Venafro

## Hommages
« Après Keren, Bir Hakeim, le Fezzan, la Tunisie, la gloire de nos troupes d'Italie rendait sa chance à la France. »
— Charles de Gaulle, Memoires de guerre : L'unité, 1942-1944

### Monuments, stèles et noms de rues en hommage au CEF
- À Paris,
  - le pont du Garigliano qui enjambe la Seine et qui relie les boulevards des Maréchaux  Victor et Exelmans, célèbre la bataille du Garigliano de mai 1944. Il remplace depuis 1966 l'ancien viaduc d'Auteuil de 1865.
  - Monument a la "13e DBLE en Italia" Radicofani  (Italia)
  - Stèle au corps expéditionnaire et à son chef, Alphonse Juin, sur la place du Maréchal-Juin (place des frères Pereire jusqu'en 1973) dans le 17e arrondissement avec la mention :

« Au corps expéditionnaire français d'Italie et à son chef Alphonse Juin, Maréchal de France, Bône 1888 - 1967 Paris
Commandant en chef des Forces françaises en Tunisie 1942-1943
Commandant en chef du corps expéditionnaire français en Italie 1943-1944
“L'armée d'Afrique venue combattre en Italie a marqué la renaissance des armées françaises” - Alphonse Juin »
- Rue du Corps Expéditionnaire Français en Italie 1943-1944 à Graulhet (Tarn)
- Rue du Corps Expéditionnaire Français en Italie à Mâcon (Saône-et-Loire)
- Place du Corps Expéditionnaire Français en Italie à Montpellier (Hérault)
- Rue du Corps Expéditionnaire Français en Italie à Béziers (Hérault)
- Rue du Corps Expéditionnaire Français à Metz (Moselle)

## Dans la mémoire
Malgré un apport important à la victoire alliée en Italie, dont la rupture du front sur le Garigliano, les lourdes pertes subies et la valeur militaire de ses soldats reconnue dans le monde militaire, l'histoire et les victoires du Corps expéditionnaire français en Italie restent peu connues du public français, même à l'époque, occultées dans la mémoire collective par le débarquement de Normandie (et dans une moindre mesure celui de Provence dont une grande partie des troupes françaises provient du Corps expéditionnaire), les Forces françaises libres et la Résistance intérieure.

## Personnalités ou parents de personnalités ayant servi au sein du CEF en Italie

### Grands-croix de la Légion d'honneur
- Pierre Anthonioz (1913-1996), diplomate, lieutenant au sein du 22e bataillon de marche nord-africain (22e BMNA) lors de la bataille du Garigliano. Grand-croix de la Légion d'honneur en 1968.
- Henry de Berchoux (1894-1985), général de division, colonel du 8e RTM en Italie (succède au colonel Molle). Grand-croix de la légion d'honneur en 1964.
- André Biard (1918-2001), général, lieutenant au 5e RTM durant la campagne d'Italie. Grand-croix de la Légion d'honneur en 1979 et de l'ordre national du Mérite en 1981, grand chancelier de la Légion d'honneur de 1981 à 1992.
- Paul Bondis (1895-1986), général, commande l'infanterie divisionnaire de la 4e division d'infanterie marocaine (4e DMM) en Italie. Grand-croix de la légion d'honneur en 1956.
- Pierre Boyer de Latour du Moulin (1896-1976), général d'armée, commande le 2e GTM en Italie. Titulaire de 24 citations, grand-croix de la légion d'honneur en 1955.
- Michel Buot de l'Épine (1895-1956), général de brigade, colonel du 2e RTM en Italie. Grand-croix de la légion d'honneur en 1954.
- Jean Callies, général d'armée, alors colonel en Italie, commande l'infanterie divisionnaire de la 2e DIM durant toute la campagne. Grand-croix de la Légion d'honneur en 1953 et médaillé militaire en 1957.
- Raymond Duval (1894-1955), général d'armée, commande l'infanterie divisionnaire de la 3e division d'infanterie algérienne (3e DIA) de mai 1944 à février 1945. Grand-croix de la légion d'honneur en 1955.
- Gabriel de Galbert (1912-2001), général d'armée, capitaine au 3e régiment de spahis marocains en 1944 en Italie. Grand-croix de la Légion d'honneur en 1991 et de l'ordre national du Mérite.
- Paul Gandoët (1902-1995), général de corps d'armée, chef du 3e bataillon du 4e RTT lors de la campagne d'Italie. Grand-croix de la Légion d'honneur en 1979 et de l'ordre national du Mérite.
- Hubert Germain (1920-2021), combat au sein de la 13e DBLE en Italie.  Compagnon de la Libération en 1944 et grand-croix de la Légion d'honneur en 2017.
- Joseph de Goislard de Monsabert (1987-1981), général d'armée, commande la  3e DIA en Italie. Grand-croix de la Légion d'honneur en 1945.
- Jean Gonzalès (1921-), colonel, aspirant au 3e RTA en Italie. Grand-croix de la Légion d'honneur en 2021[30].
- Augustin Guillaume (1895-1983), général d'armée, commande les groupes de tabors marocains en Italie. Grand-croix de la Légion d'honneur en 1952.
- Alphonse Juin (1888-1967), général d'armée, maréchal, commande le CEF en Italie. Grand-croix de la Légion d'honneur en 1945.
- Maurice Henry (1919-2014), général de corps d'armée, lieutenant au 4e RTM lors de la campagne d'Italie. Président de l'association des anciens combattants du CEF en Italie. Grand-croix de la Légion d'honneur en 2002 et de l'ordre national du Mérite.
- Georges Leblanc (1896-1989), général de corps d'armée, commande le 1er GTM en Italie. Titulaire de 24 citation, grand-croix de la légion d'honneur en 1956.
- Pierre Lecomte (1918-2009), lieutenant-colonel du 14e REC pendant la guerre d'Algérie, commande une compagnie au 8e RTM en Italie. Grand-croix de la Légion d'Honneur en 2006[31].
- François de Linares (1897-1955), général de corps d'armée, colonel du 3e RTA en Italie. Grand-croix de la Légion d'honneur en 1954.
- Eugène Molle (1895-1978), général de corps d'armée, colonel du 8e RTM en Italie. Grand-croix de la légion d'honneur en 1955.
- Jean Murat (1922-2021), général de division, aspirant au 4e RTT en Italie. Titulaire de 14 citations, grand-croix de la légion d'honneur en 2009 et de l'ordre national du Mérite[32].
- Gaston Parlange (1897-1972), général de division, commande un tabor en Italie. Titulaire de 18 citations, grand-croix de la légion d'honneur en 1961.

### Grands officiers de la Légion d'honneur
- René Chambe, général, tirailleur de 1re classe au 3e RTA en Italie. Grand officier de la Légion d'honneur en 1954.
- Alexandre de Marenches (1921-1995), directeur général du Service de documentation extérieure et de contre-espionnage (SDECE) de 1970 à 1981.
- Paul Vanuxem, général, commande la  3e compagnie du 2e RTM en Italie. Grand officier de la Légion d'honneur en 1957.
- André Zeller (1898-1979), général, sous-chef d'état-major du CEF, un des quatre généraux organisateurs du putsch d'Alger en avril 1961.

### Autres personnalités
- Robert Abdesselam, champion de tennis et homme politique français.
- Mohammed Chérif Adjani, père de l'actrice Isabelle Adjani[33].
- Jacques Augarde (1908-2006), ministre et sénateur de la Quatrième République, sous-lieutenant au sein  du 1er groupement de tabors marocains (1er GTM) en 1944.
- Ahmed Ben Bella, premier président de l'Algérie 1962-1965, a servi au 5e RTM.
- André Berthier, archéologue français.
- Said Boualam, futur vice-président de l'Assemblée Nationale.
- Mohamed Boudiaf, futur président de la République algérienne.
- Général Jacques-Philippe Dehollain (1913-2008), lieutenant pendant la Campagne d'Italie.
- David Galula (1919-1967), lieutenant qui se distingue lors de la bataille de l'île d'Elbe, officier et théoricien de la contre-insurrection.
- Jean Gardes (1914-2000), colonel pendant la guerre d'Algérie, capitaine commandant une compagnie au 5e RTM en Italie en 1944.
- El Mahdi el Glaoui, lieutenant au 3e régiment de spahis marocains, fils ainé du pacha de Marrakech, Thami El Glaoui, mortellement blessé en mai 1944 dans son char dans le village de Ceccano.
- Jean-Charles Gross (1889-1965), général.
- Moulay Abderrahmane Habibi Alaoui, général marocain, commandant la région de Marrakech, cité 4 fois à l'ordre de l'armée[34].
- Alain Mimoun, athlète, champion olympique du marathon.
- Mohamed Oufkir, général et homme politique marocain, a servi au 4e RTM. Cité à l'ordre du corps d'armée lors de la Bataille du Garigliano[34].
- Abbé Joseph Porta, futur vicaire des Armées.
- Frédéric Rossif, cinéaste.
- Vincent Serralda, vicaire.
- Robert Séguin (1921-1944), père de Philippe Séguin (1943-2010)[35].
- Frédéric Jacques Temple (1921-2020), écrivain. Brigadier au sein du 3e RSA de la 3e DIA en 1944.
- Général Jean Vaugien, lieutenant à la tête d'un goum du Groupement des tabors marocains (GTM), a participé notamment aux batailles de Cassino et du Garigliano.